# 高级验证
高级验证（英語：High-level verification, HLV），或称系统级验证，是指在高抽象级别（层次）对所设计的电路系统进行验证的任务。高级验证主要是检验高抽象级别（通常在寄存器传输级之上）的模型设计是否代表了实际的硬件电路。高级验证与高级综合的关系，正类似功能验证和逻辑综合的关系。
数字电子系统设计已经从低抽象级别，即逻辑门级的设计，发展到寄存器传输级的设计。高于寄存器传输级的抽象层次，通常被称为“高级”，或“系统级”、“行为算法级”。
在高级综合里，系统的行为、算法设计通常以C语言、C++和SystemC代码等来书写，通过高级综合，这些代码被转换到寄存器传输级，然后再通过逻辑综合转换到逻辑门级的网表。功能验证被用来确保寄存器传输级或逻辑门级的硬件表示在功能上与设计目标一致。由于逻辑综合工具不断发展，大多数功能验证都在寄存器传输级完成，而非逻辑门级。现在，逻辑综合工具已经足够可靠，因此人们不像以前那样重点关注从寄存器传输级描述到逻辑门级的转换过程的功能验证。
时至今日，高级综合仍然是一种新兴技术。目前，高级验证有两个重要的研究领域：
1. 保证高级综合的翻译过程的正确性，通常通过形式验证的方式进行；
2. 保证用C语言、C++、SystemC代码书写的设计与预期目的符合，这一步通常用计算机仿真来完成。